# L'autrice dell'Odissea
L'autrice dell'Odissea (The Authoress of the Odyssey) è un saggio che Samuel Butler pubblicò nel 1897 nel quale espone la sua teoria dell'origine siciliana dell'Odissea, sviluppata durante i numerosi viaggi in Sicilia, per cui l'Odissea sarebbe stata scritta in realtà da una giovane donna siciliana, e i paesaggi descritti nel poema sarebbero quelli della Sicilia e delle isole vicine. Tale teoria fu poi rielaborata da Robert Graves nel romanzo La figlia di Omero (1955).
Il libro contiene anche la sua traduzione in prosa dell'Odissea.

## I primi scritti sulla teoria
I tre articoli di Butler apparsi su il Lambruschini suscitarono entusiasmo e una ripresa della lettura del poema quale in città non si era mai vista. Nacque anche una polemica con il canonico Fortunato Mondello, direttore della Biblioteca Fardelliana di Trapani, contestava al Butler di non aver potuto suffragare la sua teoria con alcuna prova certa né storica né topografica, e pertanto, allo stato delle cose, la stessa gli appariva, priva com'era di ogni fondamento scientifico, «una ipotesi più che arrischiata». Il botta e risposta tra i due proseguì nei successivi numeri dove il Mondello osserva anche che Ulisse si unse con olio, mentre l'ulivo venne in Sicilia, come si crede, nel VI o VII secolo e in Grecia si coltivava fin dal IX secolo a.C. Salvatore Romano, referente della "Società siciliana della storia patria" di Palermo, obietta al Butler che un poema come l'Odissea non poteva venire in luce in un paese cui la cultura letteraria e la civiltà non fossero molto progredite ed attestate da monumenti e ricordi storici.
Anche il più fervido e convinto seguace di S. Butler, Pietro Sugameli, convinto che l'autore dell'Odissea fosse certamente un trapanese, gli contestava la teoria del poeta donna, non potendo consentire all'idea che «… l'autore di quel greco poema fosse una signorina». Pure un giovane intellettuale, professore di greco, Giuseppe Pagoto, che però si disincantò presto rammentava che Butler considerava l'Odissea come «una guida turistica dei luoghi».
Il periodico trapanese la Falce ospitava regolarmente articoli contro la teoria: «… abbiamo notato che con abile tattica schiva la discussione con il Sugameli su certi punti controversi, che mostrano alcuni errori su cui egli è caduto». E ancora: «il Butler si limita a spiegare il senso letterale dell'Odissea, ma Sugameli ne spiega il significato simbolico. Ciò a Butler dà i nervi…». Venivano pubblicate anche lettere di semplici cittadini che si schieravano contro: «Di questa maniera, verrà un giorno in cui si pretenderà dimostrare che Dante non è mai esistito e che la Divina Commedia fu scritta da una Xittara».

## Ricezione e critiche
Nel 1902 lo studioso francese Victor Bérard pubblicò due articoli circa le sue teorie sull'Odissea sulla Reviue des deux mondes dal titolo “Kalipso”, il primo e “Kirke” il secondo frutto del viaggio compiuto l'anno prima sulle orme di Ulisse, chiaramente spinto dal libro di Butler ma col proposito di non declinare mai il suo nome. Da qui la polemica di Pietro Sugameli sulle pagine della rivista Quo Vadis nel novembre del 1902: «La nuova questione omerica (polemica Sugameli-Berard). Parte prima: Kalipso».
Anche lo storico tedesco Adolf Holm si occupò della teoria butleriana con atteggiamento critico. Nella traduzione italiana della sua Storia della Sicilia nell' antichità del 1902 così scrive: «… la brama di voler identificare i luoghi descritti nell'Odissea con località veramente esistenti non è ancora cessata; … Secondo il Butler e il Sugameli gli errori di Ulisse non sono che la circumnavigazione della Sicilia, e un trapanese, anzi secondo Butler una donna di Trapani avrebbe composto l'Odissea».
Quando nel dopoguerra il professor Lewis Greville Pocok, si occupò degli scritti di Butler sull'Odissea, l'argomento ritornò a suscitare interesse ed entusiasmo, e nuovamente si crearono due fazioni contrapposte. Tra i dubbiosi, il più autorevole storico trapanese Salvatore Costanza così scriveva: «Dalla storia all'invenzione, dunque: ché a segnarne l'ambiguo confine ora appena bastava il diaframma effimero della forma».
Nel 1903 Henry Festing Jones intraprese un viaggio in Sicilia, conclusosi con la donazione alla Biblioteca Fardelliana di Trapani del manoscritto dell'Autrice dell'Odissea, esaudendo alla volontà testamentaria dell'autore, di cui era amico e collaboratore; e accompagnandolo ad un suo scritto Viaggio in Sicilia sulle orme di Butler.

### Lewis Greville Pocock
L.G. Pocock nel 1950, in occasione del centenario dell’insediamento britannico a Canterbury, pronuncia un discorso su Samuel Butler, uno dei primi coloni, e le sue convinzioni sulle origini dell’Odissea. Decide così nel 1952 di visitare la Sicilia di persona, accompagnato dal figlio, appena laureato in studi classici al Cambridge College. J.G.A. Pocock ritorna in Sicilia nel 1957 fermandosi a Castellammare del Golfo, dove il padre aveva individuato in Cala Bianca la scena della battaglia tra Ulisse e i Lastrigoni e a San Cusumano alle falde di Erice dove invece aveva individuato il porto di Rheithron, dove Ulisse nuota a riva e incontra Nausicaa. Importante la fitta corrispondenza epistolare di fine anni '60 con il giornalista e scrittore siciliano Giuseppe Quatriglio (1922-2017), allora redattore del Giornale di Sicilia, che registrò momenti importanti e sortì anche una precisazione alla quale il docente neozelandese teneva molto: l'identificazione della nave pietrificata con lo "Scoglio del Malconsiglio" e non con lo scoglio della "Torre di Ligny".
Il lavoro di Pocock esamina e mette in dubbio la tesi per la quale Corfù e non Trapani fu Scheria. Pocock ha proseguito con altre identificazioni soprattutto quella della discesa nell'Ade e le correnti oceaniche situate presso le Colonne d'Ercole tra Ceuta e Gibilterra, estremità occidentale del mondo e conosciuta ai Fenici che per primi si diressero verso la Britannia e l'Africa. Per questo si allontana da Butler riguardo alla tesi sul sesso dell'autore: il poema è stato scritto da un esperto marinaio Fenicio su personaggi che sapevano come viaggiare per mare e per l'intrattenimento di un pubblico esperto come il poeta.
Ulteriore merito di L.G. Pocock è stato quello di scoprire che l'Odissea è una grande allegoria, un poema ambientato in Sicilia occidentale, una terra di molti popoli, alcuni dei quali rivendicavano sia il cavallo di Troia che la discendenza achea. Gli Elimi di lingua greca erano uno di questi popoli, ma gli antenati trasmisero loro una genealogia di Ciclopi e Lestrigoni avuta dai Fenici e con loro condivisa. Un poema quindi, l'Odissea, di origine culturale mista ai margini esterni dell'espansione greca. Se il libro più conosciuto di L.G. Pocock è quello che ha dato il titolo a tutta la teoria: The Sicilian Origin of the Odyssey (1957), il più importante è però Reality and Allegory in the Odyssey (1959).

### Robert Graves
Il saggista britannico Robert Graves (1895–1985), mentre lavorava al suo famoso dizionario I miti greci (1955), si trovò a riflettere sugli argomenti portati da Butler, e li trovò piuttosto convincenti. Traspose quindi questa teoria storica in un'opera narrativa, il romanzo La figlia di Omero del 1955, ricostruendo le circostanze che indussero la principessa siciliana Nausicaa a scrivere l'Odissea, e dandole il titolo onorario di "figlia di Omero". Graves spiega che aedi e cantastorie, viaggiando sulle navi dei mercanti, andavano di città in città raccontando fantastiche avventure ed epici poemi. L’arrivo del mercante era un momento di incontro e di festa, e un’occasione per ascoltare le narrazioni dei poeti. Ma le storie cambiavano secondo chi le raccontava. La protagonista del libro è la figlia di un re, in una città greca della Sicilia che vive esperienze complicate, di intrighi di corte e di contrasti con varie città e province. Sente i cantori raccontare la storia di Ulisse e di Penelope; alla fine scrive una sua versione dell’Odissea, in cui riflette, in parte, la sua esperienza personale, e racconta se stessa nel personaggio di Nausicaa, una donna intelligente e coraggiosa, ricca di sensibilità e di passione.

### Nat Scammacca e l'antigruppo siciliano
Verso la fine degli anni ottanta Nat Scammacca, durante le ricerche sui contatti tra letteratura anglosassone e mediterranea, si imbatté nel libro The Sicilian Origin of the Odyssey, del professore neozelandese L.G. Pocock, che riprendeva e sposava la teoria di Samuel Butler. Tradusse questo libro, scovò il manoscritto dell'Autrice dell'Odissea e coinvolse l'antigruppo nel portare avanti tale tesi. Ciò portò al primo Convegno Internazionale di Studi del 1990 presso l'Università di Trapani e nel secondo del 2000.

### Andrew Dalby

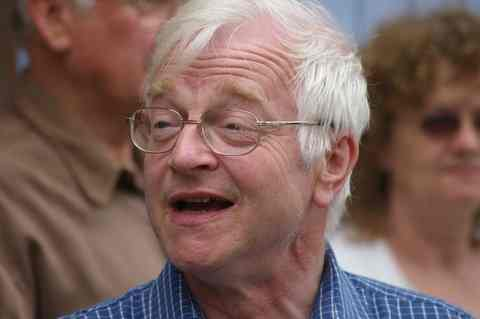
Andrew Dalby

Nel 2006 lo storico e linguista britannico Andrew Dalby pubblica negli USA il libro Rediscovering Homer proponendo una sua versione della teoria secondo cui l'autore di due poemi era probabilmente la moglie di un nobile greco «vissuta nel settimo secolo avanti Cristo e contemporanea di Archiloco». Un indizio importante, secondo Dalby, proviene dalle figure di Elena e Andromaca nell'Iliade e di Penelope nell'Odissea. Solo una donna, secondo lo studioso inglese, avrebbe potuto descriverli e decodificarle attraverso una percezione eminentemente femminile.

Scrive Dalby: «È possibile, direi probabile che anche il poeta greco fosse una donna e la sua sensibilità femminile aiuta a comprendere il perché della qualità superiore dei suoi versi in termini di sottigliezza, complessità, universalità». Le poetesse non erano per nulla infrequenti all'epoca, ma restavano sconosciute al grande pubblico perché usavano esibirsi solo in privato, per il piacere proprio e dei pochi membri della famiglia.